# Cadel Evans Great Ocean Road Race 2019
La 5e édition de la Cadel Evans Great Ocean Road Race a lieu le 27 janvier 2019, sur un parcours de 164 kilomètres autour de Geelong, en Australie. Elle fait partie du calendrier UCI World Tour 2019 en catégorie 1.UWT et constitue sa deuxième épreuve, une semaine après la fin du Tour Down Under.
Deuxième en 2018, l'Italien Elia Viviani (Deceuninck-Quick Step) prend sa revanche et remporte l'épreuve au sprint, au sein d'un groupe de 33 coureurs. Il devance l'Australien Caleb Ewan (Lotto-Soudal) et le Sud-Africain Daryl Impey (Mitchelton-Scott), vainqueur du Tour Down Under la semaine précédente et qui termine troisième de la Great Ocean Road Race pour la deuxième année consécutive.

## Présentation

### Parcours
Le parcours ressemble en partie à celui des championnats du monde de 2010 à Melbourne. Le circuit a été conçu par l'ancien cycliste professionnel Scott Sunderland, sous la supervision de Cadel Evans. La course commence dans la banlieue de Geelong's Waterfront, puis le peloton parcourt les 30 premiers kilomètres jusqu'à la ville de Barwon Heads, lieu de résidence de Cadel Evans. Plus tard, la course se déplace à travers la côte du Pacifique où le vent joue un facteur déterminant pour les cyclistes.
Ensuite, le parcours se dirige vers Torquay, haut lieu du tourisme en Australie. Les coureurs empruntent, la célèbre Great Ocean Road, qui donne son nom à l'épreuve. Enfin, le peloton se dirige vers un circuit à parcourir trois fois avec différentes côtes. L'arrivée est située à Geelong's Waterfront après 164 kilomètres.

### Équipes
Seize équipes sont au départ de la course : quinze WorldTeams et une équipe nationale. 
| WorldTeams (15)- AG2R La Mondiale - EF Education First - Astana - Bora-hansgrohe - Lotto Soudal - Mitchelton-Scott - Deceuninck-Quick Step - Dimension Data - CCC Team - Katusha-Alpecin - Team Jumbo-Visma - Sky - Team Sunweb - Trek-Segafredo - UAE Team Emirates Équipe nationale sponsorisée- Korda Mentha Real Estate Australia |
| |

## Classements

### Classement de la course
| \| Classement général \| Classement général \| Classement général \| Classement général \| Classement général \| \| Coureur \| Coureur \| Pays \| Équipe \| Temps \| \| ------------------ \| ------------------ \| ------------------ \| --------------------- \| ------------------ \| \| 1er \| Elia Viviani \| Italie \| Deceuninck-Quick Step \| 3 h 54 min 35 s \| \| 2e \| Caleb Ewan \| Australie \| Lotto-Soudal \| + 0 s \| \| 3e \| Daryl Impey \| Afrique du Sud \| Mitchelton-Scott \| + 0 s \| \| 4e \| Ryan Gibbons \| Afrique du Sud \| Dimension Data \| + 0 s \| \| 5e \| Jens Debusschere \| Belgique \| Katusha-Alpecin \| + 0 s \| \| 6e \| Luke Rowe \| Royaume-Uni \| Team Sky \| + 0 s \| \| 7e \| Michael Mørkøv \| Danemark \| Deceuninck-Quick Step \| + 0 s \| \| 8e \| Jay McCarthy \| Australie \| Bora-Hansgrohe \| + 0 s \| \| 9e \| Owain Doull \| Royaume-Uni \| Team Sky \| + 0 s \| \| 10e \| Luis León Sánchez \| Espagne \| Astana \| + 0 s \| |                   |                |                       |                 |
| |                   |                |                       |                 |
| Source : ProCyclingStats |                   |                |                       |                 |
| Classement général |                   |                |                       |                 |
| Coureur | Coureur           | Pays           | Équipe                | Temps           |
| 1er | Elia Viviani      | Italie         | Deceuninck-Quick Step | 3 h 54 min 35 s |
| 2e | Caleb Ewan        | Australie      | Lotto-Soudal          | + 0 s           |
| 3e | Daryl Impey       | Afrique du Sud | Mitchelton-Scott      | + 0 s           |
| 4e | Ryan Gibbons      | Afrique du Sud | Dimension Data        | + 0 s           |
| 5e | Jens Debusschere  | Belgique       | Katusha-Alpecin       | + 0 s           |
| 6e | Luke Rowe         | Royaume-Uni    | Team Sky              | + 0 s           |
| 7e | Michael Mørkøv    | Danemark       | Deceuninck-Quick Step | + 0 s           |
| 8e | Jay McCarthy      | Australie      | Bora-Hansgrohe        | + 0 s           |
| 9e | Owain Doull       | Royaume-Uni    | Team Sky              | + 0 s           |
| 10e | Luis León Sánchez | Espagne        | Astana                | + 0 s           |

### Classements UCI
La course attribue des points au Classement mondial UCI 2019 selon le barème suivant.
| Position           | 1er | 2e  | 3e  | 4e  | 5e  | 6e  | 7e | 8e | 9e | 10e | 11e | 12e | 13e | 14e | 15e à 20e | 21e à 30e | 31e à 50e | 51e à 55e | 56e à 60e |
| Classement général | 300 | 250 | 215 | 175 | 120 | 115 | 95 | 75 | 60 | 50  | 40  | 35  | 30  | 25  | 20        | 12        | 5         | 2         | 1         |

## Liste des participants
- Liste de départ

| Bora-Hansgrohe BOH | Bora-Hansgrohe BOH        | Bora-Hansgrohe BOH |
| ------------------ | ------------------------- | ------------------ |
| Num                | Coureur                   | Pos                |
| 1                  | Jay McCarthy (AUS)        | 8e                 |
| 2                  | Maciej Bodnar (POL)       | 95e                |
| 3                  | Oscar Gatto (ITA)         | 96e                |
| 4                  | Gregor Mühlberger (AUT)   | AB                 |
| 5                  | Daniel Oss (ITA)          | 40e                |
| 6                  | Lukas Pöstlberger (AUT)   | 94e                |
| 7                  | Michael Schwarzmann (GER) | AB                 |

| Deceuninck-Quick Step DQT | Deceuninck-Quick Step DQT | Deceuninck-Quick Step DQT |
| ------------------------- | ------------------------- | ------------------------- |
| Num                       | Coureur                   | Pos                       |
| 11                        | Elia Viviani (ITA)        | 1er                       |
| 12                        | Rémi Cavagna (FRA)        | 34e                       |
| 13                        | Dries Devenyns (BEL)      | 41e                       |
| 14                        | Mikkel Honoré (DEN)       | 80e                       |
| 15                        | James Knox (GBR)          | 63e                       |
| 16                        | Michael Mørkøv (DEN)      | 7e                        |
| 17                        | Fabio Sabatini (ITA)      | 86e                       |

| Team Sky SKY | Team Sky SKY           | Team Sky SKY |
| ------------ | ---------------------- | ------------ |
| Num          | Coureur                | Pos          |
| 21           | Wout Poels (NED)       | 17e          |
| 22           | Owain Doull (GBR)      | 9e           |
| 23           | Kenny Elissonde (FRA)  | 14e          |
| 24           | Christian Knees (GER)  | 50e          |
| 25           | Luke Rowe (GBR)        | 6e           |
| 26           | Pavel Sivakov (RUS)    | 36e          |
| 27           | Dylan van Baarle (NED) | 42e          |

| CCC Team CPT | CCC Team CPT             | CCC Team CPT |
| ------------ | ------------------------ | ------------ |
| Num          | Coureur                  | Pos          |
| 32           | Víctor de la Parte (ESP) | 65e          |
| 33           | Jakub Mareczko (ITA)     | 91e          |
| 34           | Łukasz Owsian (POL)      | 47e          |
| 35           | Joey Rosskopf (USA)      | 24e          |
| 36           | Francisco Ventoso (ESP)  | 49e          |
| 37           | Szymon Sajnok (POL)      | 48e          |

| Mitchelton-Scott MTS | Mitchelton-Scott MTS      | Mitchelton-Scott MTS |
| -------------------- | ------------------------- | -------------------- |
| Num                  | Coureur                   | Pos                  |
| 41                   | Daryl Impey (RSA)         | 3e                   |
| 42                   | Sam Bewley (NZL)          | AB                   |
| 43                   | Luke Durbridge (AUS)      | 75e                  |
| 44                   | Alexander Edmondson (AUS) | 38e                  |
| 45                   | Dion Smith (NZL)          | 37e                  |
| 46                   | Lucas Hamilton (AUS)      | 33e                  |
| 47                   | Robert Stannard (AUS)     | 74e                  |

| Astana AST | Astana AST                  | Astana AST |
| ---------- | --------------------------- | ---------- |
| Num        | Coureur                     | Pos        |
| 51         | Luis León Sánchez (ESP)     | 10e        |
| 52         | Davide Ballerini (ITA)      | 43e        |
| 53         | Manuele Boaro (ITA)         | 57e        |
| 54         | Laurens De Vreese (BEL)     | 89e        |
| 55         | Daniil Fominykh (KAZ)       | 52e        |
| 56         | Yevgeniy Gidich (KAZ)       | 84e        |
| 57         | Jonas Gregaard Wilsly (DEN) | 76e        |

| Team Sunweb SUN | Team Sunweb SUN           | Team Sunweb SUN |
| --------------- | ------------------------- | --------------- |
| Num             | Coureur                   | Pos             |
| 61              | Cees Bol (NED)            | 46e             |
| 62              | Johannes Fröhlinger (GER) | 92e             |
| 63              | Chris Hamilton (AUS)      | 16e             |
| 64              | Jai Hindley (AUS)         | 28e             |
| 65              | Max Kanter (GER)          | AB              |
| 66              | Michael Storer (AUS)      | 55e             |
| 67              | Max Walscheid (GER)       | 87e             |

| Team Jumbo-Visma TJV | Team Jumbo-Visma TJV    | Team Jumbo-Visma TJV |
| -------------------- | ----------------------- | -------------------- |
| Num                  | Coureur                 | Pos                  |
| 71                   | George Bennett (NZL)    | 25e                  |
| 72                   | Robert Gesink (NED)     | 12e                  |
| 73                   | Lennard Hofstede (NED)  | AB                   |
| 74                   | Bert-Jan Lindeman (NED) | AB                   |
| 75                   | Tom Leezer (NED)        | 60e                  |
| 76                   | Danny van Poppel (NED)  | 99e                  |
| 77                   | Maarten Wynants (BEL)   | 77e                  |

| AG2R La Mondiale ALM | AG2R La Mondiale ALM     | AG2R La Mondiale ALM |
| -------------------- | ------------------------ | -------------------- |
| Num                  | Coureur                  | Pos                  |
| 81                   | Pierre Latour (FRA)      | 27e                  |
| 82                   | Gediminas Bagdonas (LTU) | 90e                  |
| 83                   | Clément Chevrier (FRA)   | 26e                  |
| 84                   | Benoît Cosnefroy (FRA)   | 11e                  |
| 85                   | Nico Denz (GER)          | 20e                  |
| 86                   | Hubert Dupont (FRA)      | 69e                  |
| 87                   | Nans Peters (FRA)        | 67e                  |

| UAE Team Emirates UAD | UAE Team Emirates UAD   | UAE Team Emirates UAD |
| --------------------- | ----------------------- | --------------------- |
| Num                   | Coureur                 | Pos                   |
| 91                    | Diego Ulissi (ITA)      | 13e                   |
| 92                    | Sven Erik Bystrøm (NOR) | 18e                   |
| 93                    | Rory Sutherland (AUS)   | 78e                   |
| 94                    | Ivo Oliveira (POR)      | AB                    |
| 95                    | Jasper Philipsen (BEL)  | 45e                   |
| 96                    | Tadej Pogačar (SLO)     | 44e                   |
| 97                    | Jan Polanc (SLO)        | 21e                   |

| Trek-Segafredo TFS | Trek-Segafredo TFS      | Trek-Segafredo TFS |
| ------------------ | ----------------------- | ------------------ |
| Num                | Coureur                 | Pos                |
| 101                | Richie Porte (AUS)      | 29e                |
| 102                | William Clarke (AUS)    | 62e                |
| 103                | Koen de Kort (NED)      | 83e                |
| 104                | Ryan Mullen (IRL)       | 93e                |
| 105                | Jarlinson Pantano (COL) | 61e                |
| 106                | Kiel Reijnen (USA)      | 51e                |
| 107                | Peter Stetina (USA)     | 71e                |

| Lotto-Soudal LTS | Lotto-Soudal LTS         | Lotto-Soudal LTS |
| ---------------- | ------------------------ | ---------------- |
| Num              | Coureur                  | Pos              |
| 111              | Caleb Ewan (AUS)         | 2e               |
| 112              | Tomasz Marczyński (POL)  | 58e              |
| 113              | Adam Blythe (GBR)        | 85e              |
| 114              | Carl Fredrik Hagen (NOR) | 53e              |
| 115              | Adam Hansen (AUS)        | 68e              |
| 116              | Thomas De Gendt (BEL)    | 82e              |
| 117              | Rémy Mertz (BEL)         | 64e              |

| EF Education First EF1 | EF Education First EF1 | EF Education First EF1 |
| ---------------------- | ---------------------- | ---------------------- |
| Num                    | Coureur                | Pos                    |
| 121                    | Michael Woods (CAN)    | 31e                    |
| 122                    | Alberto Bettiol (ITA)  | 19e                    |
| 123                    | Mitchell Docker (AUS)  | 70e                    |
| 124                    | Daniel McLay (GBR)     | AB                     |
| 125                    | Lachlan Morton (AUS)   | 54e                    |
| 126                    | Thomas Scully (NZL)    | 35e                    |
| 127                    | James Whelan (AUS)     | 72e                    |

| Katusha-Alpecin TKA | Katusha-Alpecin TKA          | Katusha-Alpecin TKA |
| ------------------- | ---------------------------- | ------------------- |
| Num                 | Coureur                      | Pos                 |
| 131                 | Alex Dowsett (GBR)           | 79e                 |
| 132                 | Jens Debusschere (BEL)       | 5e                  |
| 133                 | Ruben Guerreiro (POR)        | 15e                 |
| 135                 | Marco Haller (AUT)           | 39e                 |
| 136                 | Viatcheslav Kouznetsov (RUS) | 30e                 |
| 137                 | Dmitri Strakhov (RUS)        | 97e                 |

| Dimension Data TDD | Dimension Data TDD      | Dimension Data TDD |
| ------------------ | ----------------------- | ------------------ |
| Num                | Coureur                 | Pos                |
| 141                | Michael Valgren (DEN)   | 23e                |
| 142                | Lars Bak (DEN)          | 81e                |
| 143                | Nicholas Dlamini (RSA)  | AB                 |
| 144                | Ryan Gibbons (RSA)      | 4e                 |
| 145                | Ben O'Connor (AUS)      | 88e                |
| 146                | Scott Davies (GBR)      | AB                 |
| 147                | Tom-Jelte Slagter (NED) | 32e                |

| Korda Mentha Real Estate Australia ___ | Korda Mentha Real Estate Australia ___ | Korda Mentha Real Estate Australia ___ |
| -------------------------------------- | -------------------------------------- | -------------------------------------- |
| Num                                    | Coureur                                | Pos                                    |
| 151                                    | Nathan Elliott (AUS)                   | 98e                                    |
| 152                                    | Carter Turnbull (AUS)                  | AB                                     |
| 153                                    | Ayden Toovey (AUS)                     | 56e                                    |
| 154                                    | Dylan Sunderland (AUS)                 | 22e                                    |
| 155                                    | Nicholas White (AUS)                   | 66e                                    |
| 156                                    | Michael Freiberg (AUS)                 | 59e                                    |
| 157                                    | Harry Sweeny (AUS)                     | 73e                                    |

| Bora-Hansgrohe BOH | Bora-Hansgrohe BOH        | Bora-Hansgrohe BOH |
| ------------------ | ------------------------- | ------------------ |
| Num                | Coureur                   | Pos                |
| 1                  | Jay McCarthy (AUS)        | 8e                 |
| 2                  | Maciej Bodnar (POL)       | 95e                |
| 3                  | Oscar Gatto (ITA)         | 96e                |
| 4                  | Gregor Mühlberger (AUT)   | AB                 |
| 5                  | Daniel Oss (ITA)          | 40e                |
| 6                  | Lukas Pöstlberger (AUT)   | 94e                |
| 7                  | Michael Schwarzmann (GER) | AB                 |

| Deceuninck-Quick Step DQT | Deceuninck-Quick Step DQT | Deceuninck-Quick Step DQT |
| ------------------------- | ------------------------- | ------------------------- |
| Num                       | Coureur                   | Pos                       |
| 11                        | Elia Viviani (ITA)        | 1er                       |
| 12                        | Rémi Cavagna (FRA)        | 34e                       |
| 13                        | Dries Devenyns (BEL)      | 41e                       |
| 14                        | Mikkel Honoré (DEN)       | 80e                       |
| 15                        | James Knox (GBR)          | 63e                       |
| 16                        | Michael Mørkøv (DEN)      | 7e                        |
| 17                        | Fabio Sabatini (ITA)      | 86e                       |

| Team Sky SKY | Team Sky SKY           | Team Sky SKY |
| ------------ | ---------------------- | ------------ |
| Num          | Coureur                | Pos          |
| 21           | Wout Poels (NED)       | 17e          |
| 22           | Owain Doull (GBR)      | 9e           |
| 23           | Kenny Elissonde (FRA)  | 14e          |
| 24           | Christian Knees (GER)  | 50e          |
| 25           | Luke Rowe (GBR)        | 6e           |
| 26           | Pavel Sivakov (RUS)    | 36e          |
| 27           | Dylan van Baarle (NED) | 42e          |

| CCC Team CPT | CCC Team CPT             | CCC Team CPT |
| ------------ | ------------------------ | ------------ |
| Num          | Coureur                  | Pos          |
| 32           | Víctor de la Parte (ESP) | 65e          |
| 33           | Jakub Mareczko (ITA)     | 91e          |
| 34           | Łukasz Owsian (POL)      | 47e          |
| 35           | Joey Rosskopf (USA)      | 24e          |
| 36           | Francisco Ventoso (ESP)  | 49e          |
| 37           | Szymon Sajnok (POL)      | 48e          |

| Mitchelton-Scott MTS | Mitchelton-Scott MTS      | Mitchelton-Scott MTS |
| -------------------- | ------------------------- | -------------------- |
| Num                  | Coureur                   | Pos                  |
| 41                   | Daryl Impey (RSA)         | 3e                   |
| 42                   | Sam Bewley (NZL)          | AB                   |
| 43                   | Luke Durbridge (AUS)      | 75e                  |
| 44                   | Alexander Edmondson (AUS) | 38e                  |
| 45                   | Dion Smith (NZL)          | 37e                  |
| 46                   | Lucas Hamilton (AUS)      | 33e                  |
| 47                   | Robert Stannard (AUS)     | 74e                  |

| Astana AST | Astana AST                  | Astana AST |
| ---------- | --------------------------- | ---------- |
| Num        | Coureur                     | Pos        |
| 51         | Luis León Sánchez (ESP)     | 10e        |
| 52         | Davide Ballerini (ITA)      | 43e        |
| 53         | Manuele Boaro (ITA)         | 57e        |
| 54         | Laurens De Vreese (BEL)     | 89e        |
| 55         | Daniil Fominykh (KAZ)       | 52e        |
| 56         | Yevgeniy Gidich (KAZ)       | 84e        |
| 57         | Jonas Gregaard Wilsly (DEN) | 76e        |

| Team Sunweb SUN | Team Sunweb SUN           | Team Sunweb SUN |
| --------------- | ------------------------- | --------------- |
| Num             | Coureur                   | Pos             |
| 61              | Cees Bol (NED)            | 46e             |
| 62              | Johannes Fröhlinger (GER) | 92e             |
| 63              | Chris Hamilton (AUS)      | 16e             |
| 64              | Jai Hindley (AUS)         | 28e             |
| 65              | Max Kanter (GER)          | AB              |
| 66              | Michael Storer (AUS)      | 55e             |
| 67              | Max Walscheid (GER)       | 87e             |

| Team Jumbo-Visma TJV | Team Jumbo-Visma TJV    | Team Jumbo-Visma TJV |
| -------------------- | ----------------------- | -------------------- |
| Num                  | Coureur                 | Pos                  |
| 71                   | George Bennett (NZL)    | 25e                  |
| 72                   | Robert Gesink (NED)     | 12e                  |
| 73                   | Lennard Hofstede (NED)  | AB                   |
| 74                   | Bert-Jan Lindeman (NED) | AB                   |
| 75                   | Tom Leezer (NED)        | 60e                  |
| 76                   | Danny van Poppel (NED)  | 99e                  |
| 77                   | Maarten Wynants (BEL)   | 77e                  |

| AG2R La Mondiale ALM | AG2R La Mondiale ALM     | AG2R La Mondiale ALM |
| -------------------- | ------------------------ | -------------------- |
| Num                  | Coureur                  | Pos                  |
| 81                   | Pierre Latour (FRA)      | 27e                  |
| 82                   | Gediminas Bagdonas (LTU) | 90e                  |
| 83                   | Clément Chevrier (FRA)   | 26e                  |
| 84                   | Benoît Cosnefroy (FRA)   | 11e                  |
| 85                   | Nico Denz (GER)          | 20e                  |
| 86                   | Hubert Dupont (FRA)      | 69e                  |
| 87                   | Nans Peters (FRA)        | 67e                  |

| UAE Team Emirates UAD | UAE Team Emirates UAD   | UAE Team Emirates UAD |
| --------------------- | ----------------------- | --------------------- |
| Num                   | Coureur                 | Pos                   |
| 91                    | Diego Ulissi (ITA)      | 13e                   |
| 92                    | Sven Erik Bystrøm (NOR) | 18e                   |
| 93                    | Rory Sutherland (AUS)   | 78e                   |
| 94                    | Ivo Oliveira (POR)      | AB                    |
| 95                    | Jasper Philipsen (BEL)  | 45e                   |
| 96                    | Tadej Pogačar (SLO)     | 44e                   |
| 97                    | Jan Polanc (SLO)        | 21e                   |

| Trek-Segafredo TFS | Trek-Segafredo TFS      | Trek-Segafredo TFS |
| ------------------ | ----------------------- | ------------------ |
| Num                | Coureur                 | Pos                |
| 101                | Richie Porte (AUS)      | 29e                |
| 102                | William Clarke (AUS)    | 62e                |
| 103                | Koen de Kort (NED)      | 83e                |
| 104                | Ryan Mullen (IRL)       | 93e                |
| 105                | Jarlinson Pantano (COL) | 61e                |
| 106                | Kiel Reijnen (USA)      | 51e                |
| 107                | Peter Stetina (USA)     | 71e                |

| Lotto-Soudal LTS | Lotto-Soudal LTS         | Lotto-Soudal LTS |
| ---------------- | ------------------------ | ---------------- |
| Num              | Coureur                  | Pos              |
| 111              | Caleb Ewan (AUS)         | 2e               |
| 112              | Tomasz Marczyński (POL)  | 58e              |
| 113              | Adam Blythe (GBR)        | 85e              |
| 114              | Carl Fredrik Hagen (NOR) | 53e              |
| 115              | Adam Hansen (AUS)        | 68e              |
| 116              | Thomas De Gendt (BEL)    | 82e              |
| 117              | Rémy Mertz (BEL)         | 64e              |

| EF Education First EF1 | EF Education First EF1 | EF Education First EF1 |
| ---------------------- | ---------------------- | ---------------------- |
| Num                    | Coureur                | Pos                    |
| 121                    | Michael Woods (CAN)    | 31e                    |
| 122                    | Alberto Bettiol (ITA)  | 19e                    |
| 123                    | Mitchell Docker (AUS)  | 70e                    |
| 124                    | Daniel McLay (GBR)     | AB                     |
| 125                    | Lachlan Morton (AUS)   | 54e                    |
| 126                    | Thomas Scully (NZL)    | 35e                    |
| 127                    | James Whelan (AUS)     | 72e                    |

| Katusha-Alpecin TKA | Katusha-Alpecin TKA          | Katusha-Alpecin TKA |
| ------------------- | ---------------------------- | ------------------- |
| Num                 | Coureur                      | Pos                 |
| 131                 | Alex Dowsett (GBR)           | 79e                 |
| 132                 | Jens Debusschere (BEL)       | 5e                  |
| 133                 | Ruben Guerreiro (POR)        | 15e                 |
| 135                 | Marco Haller (AUT)           | 39e                 |
| 136                 | Viatcheslav Kouznetsov (RUS) | 30e                 |
| 137                 | Dmitri Strakhov (RUS)        | 97e                 |

| Dimension Data TDD | Dimension Data TDD      | Dimension Data TDD |
| ------------------ | ----------------------- | ------------------ |
| Num                | Coureur                 | Pos                |
| 141                | Michael Valgren (DEN)   | 23e                |
| 142                | Lars Bak (DEN)          | 81e                |
| 143                | Nicholas Dlamini (RSA)  | AB                 |
| 144                | Ryan Gibbons (RSA)      | 4e                 |
| 145                | Ben O'Connor (AUS)      | 88e                |
| 146                | Scott Davies (GBR)      | AB                 |
| 147                | Tom-Jelte Slagter (NED) | 32e                |

| Korda Mentha Real Estate Australia ___ | Korda Mentha Real Estate Australia ___ | Korda Mentha Real Estate Australia ___ |
| -------------------------------------- | -------------------------------------- | -------------------------------------- |
| Num                                    | Coureur                                | Pos                                    |
| 151                                    | Nathan Elliott (AUS)                   | 98e                                    |
| 152                                    | Carter Turnbull (AUS)                  | AB                                     |
| 153                                    | Ayden Toovey (AUS)                     | 56e                                    |
| 154                                    | Dylan Sunderland (AUS)                 | 22e                                    |
| 155                                    | Nicholas White (AUS)                   | 66e                                    |
| 156                                    | Michael Freiberg (AUS)                 | 59e                                    |
| 157                                    | Harry Sweeny (AUS)                     | 73e                                    |